# 贾环
贾环，《红楼梦》中人物，为榮國府二老爺贾政與妾室赵姨娘之子，賈珠、賈元春、贾宝玉的庶出弟弟，賈探春的同母弟弟。
贾环举止粗糙，诡计多端，颇有小人之风。赶围棋玩耍时，与丫头莺儿撒泼耍赖。贾环十分忌恨其兄贾宝玉，多次陷害宝玉，曾故意拨翻烛台烫伤宝玉；金钏跳井事件后诬陷宝玉，對贾政稱金钏跳井皆因宝玉迫姦不遂，使得宝玉遭受贾政毒打。然而他身為賈府的少爺，卻在府內受到不平等待的待遇亦受人同情。
红学中有说认为贾环影射多尔衮的嗣子“多尔博”。